# Pantano de Nariva
El Pantano de Nariva (en inglés: Nariva swamp) es el humedal más grande de agua dulce en Trinidad y Tobago y ha sido designado humedal de importancia internacional bajo el Convenio de Ramsar. El pantano está situado en la costa este de Trinidad, inmediatamente hacia el interior de la bahía Manzanilla y cubre más de 60 kilómetros cuadrados (23 millas cuadradas).
La zona es un hábitat importante para las aves acuáticas y es hábitat clave para el manatí antillano (Trichechus manatus), caimanes, anacondas, boas, monos aulladores rojos, monos capuchinos, numerosas especies de loros, incluyendo tanto el guacamayo azul y oro y el de vientre rojo, al igual que muchas aves de sabana y humedales.